# Taposa
Taposa /Značenje nepoznato (Swanton) /, pleme američkih Indijanaca jezično srodno Chickasawima i Chakchiumama, porodica Muskhogean, čiji je najraniji poznatim dom bio na rijeci Yazoo, između plemena Chakchiuma i Ofo. Tapose prvi spominju 1699. utemeljitelj francuske kolonije Louisiane (Nova Francuska) Pierre Le Moyne d'Iberville i Francis Joliet de Montigny. Na De Crenayevoj mapi iz 1733. njihovo selo je locirano u blizini sela Chakciuma. Podaci o populaciji ni spoznati a francuski etnograf i povjesničar Antoine-Simon Le Page du Pratz navodi da su imali 25 'kuća' (1730).
Ime Taposa također je jedno od naziva sudanskog plemena Topotha.